# Bahnhof Röhrnbach
Der Bahnhof Röhrnbach ist eine Betriebsstelle der Bahnstrecke Passau–Freyung. Der Haltepunkt liegt im niederbayerischen Pfarrdorf Röhrnbach im Landkreis Freyung-Grafenau und wird durch die Ilztalbahn betrieben.

## Geschichte
Die Anlage wurde 1890 an der Bahnstrecke Passau–Freyung (diese wird auch als Ilztalbahn bezeichnet) errichtet und ging mit der Eröffnung des Streckenabschnitts zwischen Röhrnbach und Passau am 6. Dezember 1890 in Betrieb. Der erste Zug zwischen Passau und Freyung fuhr schließlich am 15. Oktober 1892.
Im Jahr 1982 wurde der reguläre Personenverkehr eingestellt. Am 16. Juli 2011 wurde der Bahnverkehr im Rahmen des Freizeitverkehrsprojektes Donau-Moldau wieder an Samstagen, Sonntagen und Feiertagen im Sommerhalbjahr und zu Sonderfahrten ganzjährig aufgenommen. Seit 2014 wurde ein verdichteter Fahrplan mit sechs Zugpaaren pro Tag ermöglicht.
| Linie      | Strecke                                                        | Taktfrequenz                                                             | Fahrzeugmaterial                    |
| ---------- | -------------------------------------------------------------- | ------------------------------------------------------------------------ | ----------------------------------- |
| P          | Ilztalbahn bzw. Untere Waldbahn Passau – Waldkirchen – Freyung | sechs Zugpaare an Wochenenden und Feiertagen von 1. Mai bis Ende Oktober | Stadler Regio-Shuttle RS 1 (BR 650) |
| Stand 2021 |                                                                |                                                                          |                                     |

## Hochbauten und Anlagen
Die 1890 erbauten Bahnhofs- und Nebengebäude sind Bruchsteinbauten, wobei der eingeschossige Hauptbau nach oben mit einem Schopfwalmdach mit Kniestock abschließt. Die stichbogigen Fenster- und Türöffnungen sind in rotem Backstein gefasst. Der nach Norden anschließende Dienstraum mit Güterhalle ist ein erdgeschossiger Walmdachbau, zum Teil verbrettert. Das Nebengebäude ist ein eingeschossiger Schopfwalmdachbau mit Kniestock. Die Anlage ist unter der Nummer D-2-72-141-64 als Denkmalschutzobjekt in der Liste des Bayerischen Landesamtes für Denkmalpflege eingetragen.
Nebengleise für den Güterverkehr sind nicht mehr vorhanden.